# Piața Franklin Roosevelt (Antwerpen)
Piața Franklin Roosevelt (în neerlandeză Franklin Rooseveltplaats, denumită în mod obișnuit Rooseveltplaats sau de Roosevelt) este o piață situată în centrul orașului belgian Antwerpen. Piața este poziționată între bulevardele de Leien și Koningin Astridplein, mai precis între străzile Frankrijklei și Gemeentestraat, la mică distanță de centrul istoric al orașului. Anterior, piața a purtat numele de „Piața Comunei” (în neerlandeză Gemeenteplaats) și „Piața Victoriei” (în neerlandeză Victorieplaats).
În Piața Franklin Roosevelt se află cea mai mare stație de autobuze din Flandra. Aceasta poartă același nume cu piața, Franklin Rooseveltplaats. Aici oprește cea mai mare parte a autobuzelor orașului Antwerpen. De asemenea, piața este un punct de oprire pentru un număr mare de autobuze interurbane ale regionalei din provincia Antwerpen a societății flamande de transport public De Lijn. Tot în această stație opresc și tramvaiele orășenești ale liniilor 10, 11, 12 și 24. Prin stația de premetrou Opera, aflată nu departe de piață, trec tramvaiele liniilor 3, 5, 9 și 15. Gara Antwerpen-Centraal este situată și ea la mică distanță de Piața Franklin Roosevelt.

## Galerie de imagini

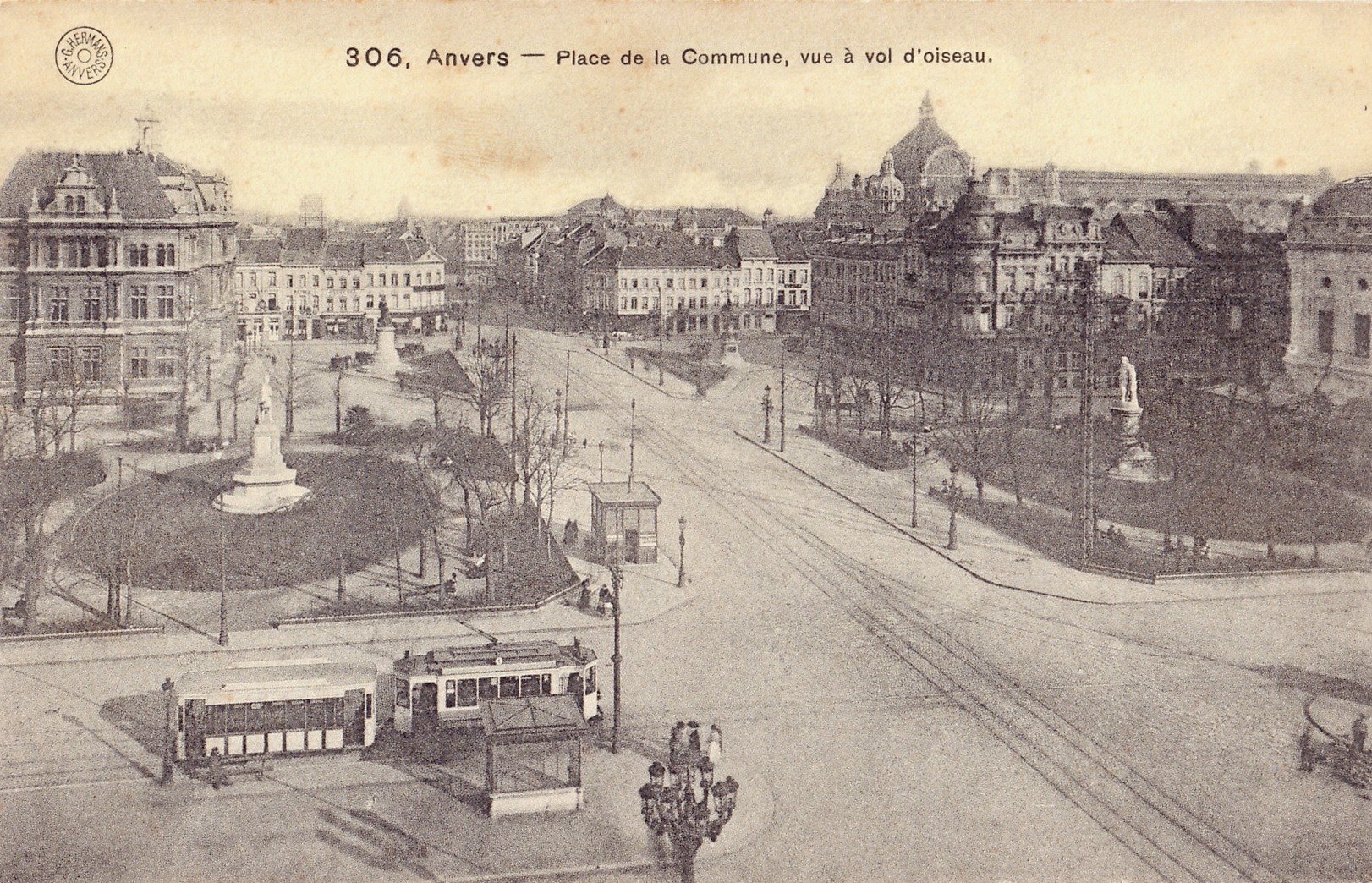
Piața Franklin Roosevelt în 1919.
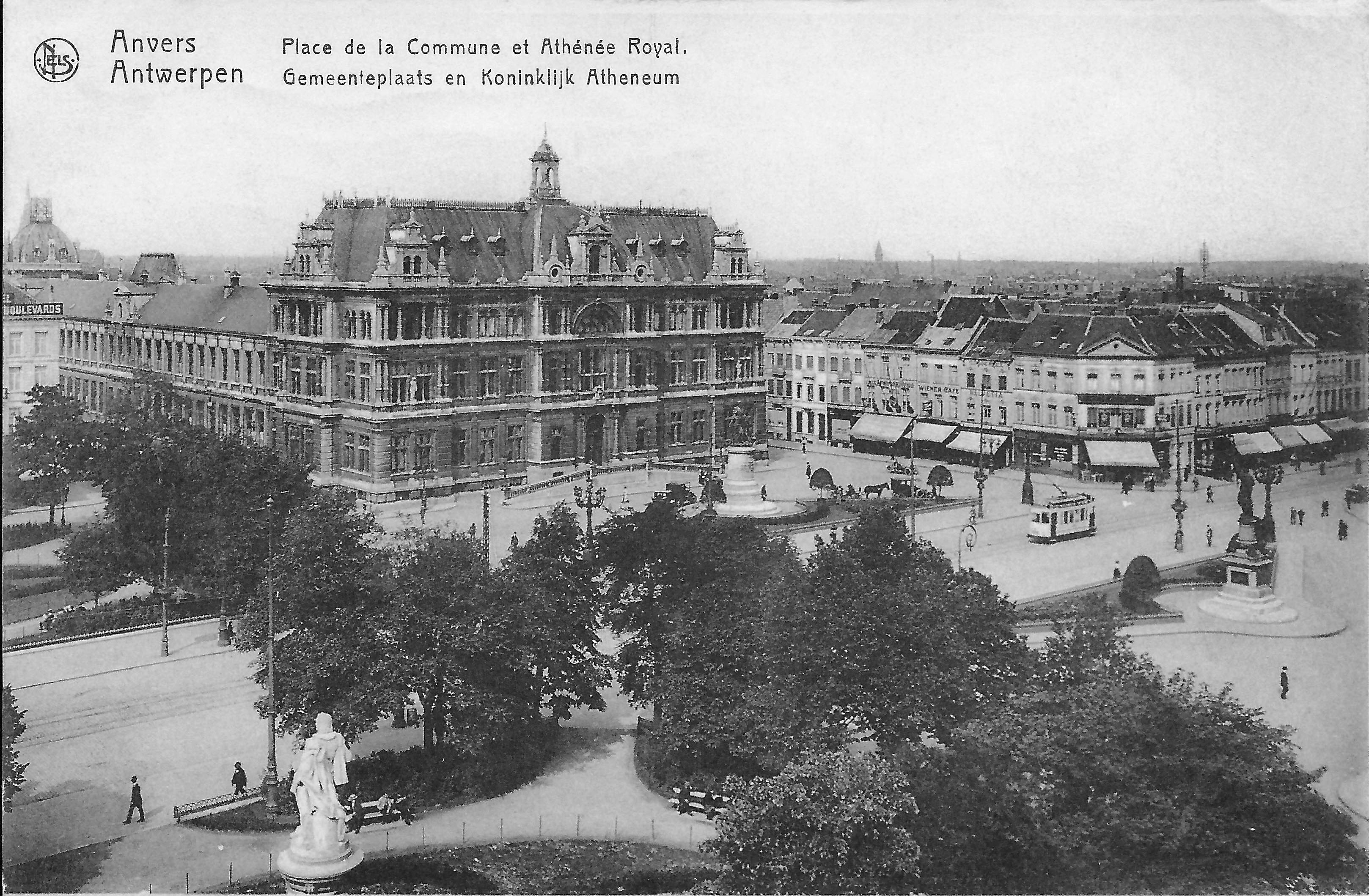
Piața Franklin Roosevelt în 1919.
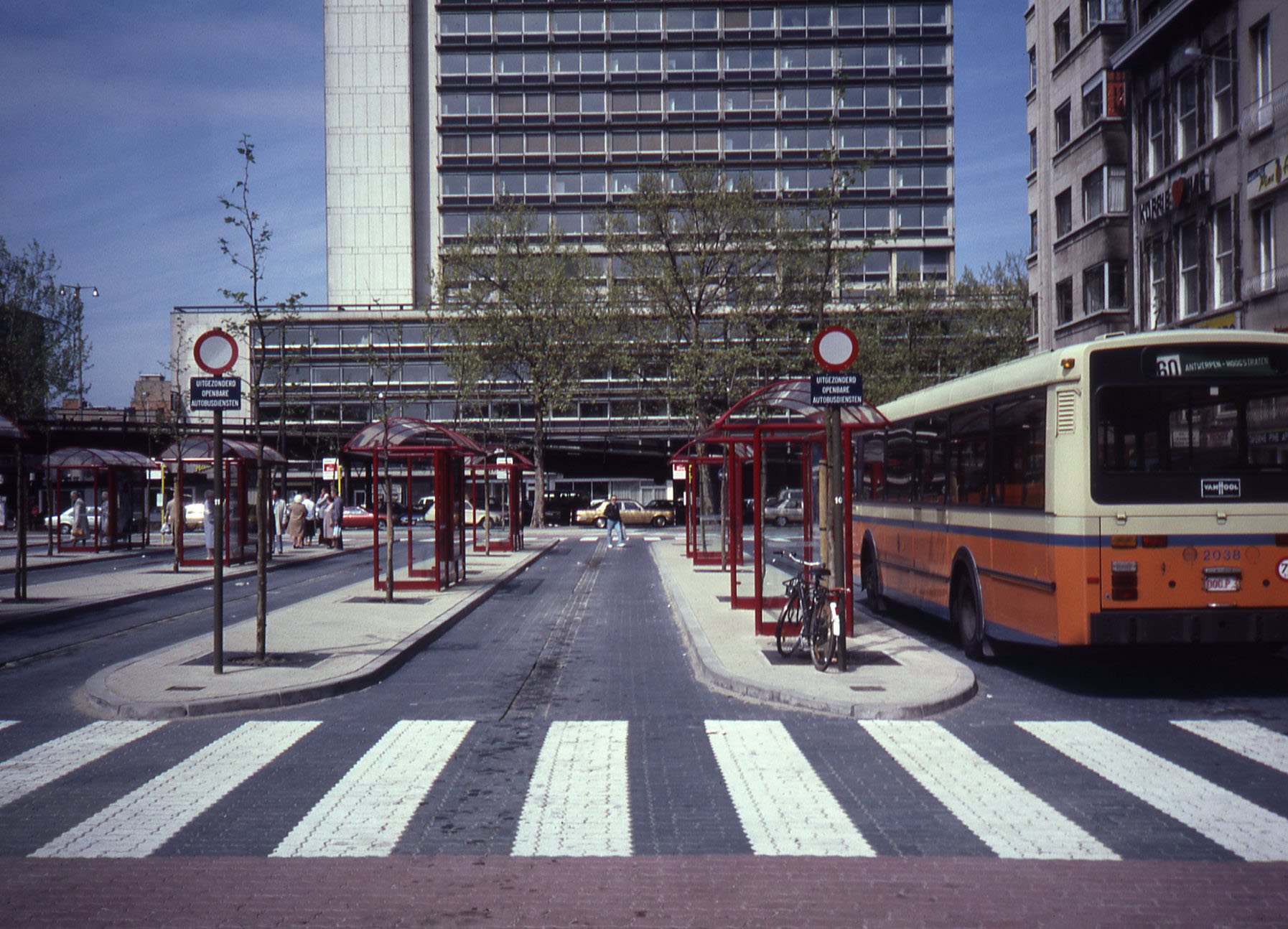
Stația de autobuz din Piața Franklin Roosevelt în 1968.